# Московська філармонія
Московська державна академічна філармонія — одна з найбільших концертних організацій світу, що проводить понад 3000 концертів у рік в 9 концертних залах в Москві, а також у регіонах Росії та за її межами.
Організована в 1921 році з ініціативи наркома освіти А. В. Луначарського.

## Концертні зали
Великі зали:
- Концертний зал імені П. І. Чайковського -

- Великий зал консерваторії — відкритий 7(20) квітня 1901 р. у рамках перебудови в 1895–1903 рр. за проектом архітектора В. П. Загорського будинку князя Воронцова на Великій Нікітській вулиці у Москві. С. П. фон Дервіз в 1899 році подарував московській консерваторії орган паризької фірми «Кавайе-Коль». У цей час у залі 1673 місць.

Малі зали
- Камерний зал Московської філармонії — невеликий зал на 95 місць, розташований на вул. Тверській.

- Малий зал консерваторії — відкритий 25 жовтня 1898 р. у будинку, побудованому по проекті В. П. Загорського. В 1959 г. у залі встановлений орган фірми «Олександр Шуке» (Потсдам). Зал розрахований на 432 осіб.

- Рахманіновський зал консерваторії — розташований у міській садибі Количевих (кінець XVIII–XI вв.). Зал на 252 місця. Відкритий в 1979 році.

- Концертний зал російської академії музики імені Гнесіних — зал на 432 місця, відкритий 21 листопада 1958 м.

- Гнесинський концертний зал на Кухарський

- Політехнічний музей (Більша аудиторія)

## Випускники
- Драга-Сумарокова Валерія Францівна — українська актриса.